# فرودگاه اسمدروسکا پلانکا
فرودگاه اسمدروسکا پلانکا (به انگلیسی: Smederevska Palanka Airport) یک فرودگاه غیرنظامی با کد یاتا SPL است که یک باند فرود چمن دارد و طول باند آن ۷۰۰ متر است. این فرودگاه در کشور صربستان قرار دارد و در ارتفاع ۹۹ متری از سطح دریا واقع شده است.